# Pedro Hugo López
Pedro Hugo López, mit vollständigem Namen Pedro Hugo López Michea, (* 25. Oktober 1927 in La Calera; † 26. Oktober 1959 in Santiago de Chile) war ein chilenischer Fußballspieler. Der Stürmer gewann zwei Meisterschaften und spielte 16-mal in der chilenischen Nationalmannschaft, für die er fünf Tore erzielte.

## Karriere

### Verein
Pedro Hugo López begann seine professionelle Karriere beim CSD Colo-Colo, nachdem ihn Guillermo Saavedra entdeckt hatte. Mit den Albos gewann López die Meisterschaft 1947 und nahm am Campeonato Sudamericano de Campeones im Jahr darauf teil. Durch die finanziellen Probleme des Klubs wurden nach der Saison 1948 viele Spieler entlassen, darunter auch López.
Er fand mit Universidad de Chile schnell einen neuen Klub, für den er in seiner ersten Spielzeit 15 Tore erzielte. 1951 wechselte López zu Unión Española, mit denen er seinen zweiten Meistertitel in der Saison 1951 errang. 1955 ging López in seine Geburtsstadt zurück und spielte in der zweiten Liga für den neu gegründeten Klub Unión La Calera. Während seiner Zeit bei Unión La Calera wurde eine unbekannte Blutkrankheit bei ihm entdeckt, wodurch López erst seine Zehen, später seine Beine verlor. Die Krankheit zwang ihn 1955 nach nur einer Saison bei La Calera zum Karriereende. Er kämpfte noch vier Jahre mit der Krankheit und starb einen Tag nach seinem 32. Geburtstag.

### Nationalmannschaft
Pedro Hugo López debütierte beim Campeonato Sudamericano 1947 im ersten Gruppenspiel bei der 0:6-Niederlage gegen Uruguay. Er spielte alle sieben Turnierpartien für La Roja und erzielte beim 3:0-Erfolg gegen Ecuador zwei Tore und beim 4:3-Erfolg über Bolivien ein Tor. Das Team von Nationaltrainer Luis Tirado beendete das Turnier in Ecuador als vierte der acht teilnehmenden Mannschaften.
Beim Campeonato Sudamericano 1949 absolvierte López wieder alle sieben Turnierspiele für La Roja. Dabei erzielte er bei der 1:2-Niederlage gegen Brasilien und beim 1:1-Unentschieden gegen Kolumbien jeweils den einzigen Treffer für La Roja. Chile wurde Turnierfünfter.
Das letzte Turnier spielte López beim Campeonato Panamericano 1952, an dem drei südamerikanische und drei mittelamerikanische Mannschaften teilnahmen. La Roja gewann die ersten vier Spiele, wobei López nur beim Sieg gegen Uruguay eingesetzt wurde. Auch im letzten Gruppenspiel spielte López bei der 0:3-Niederlage gegen Turniersieger Brasilien. Chile erreichte den zweiten Platz. Das Spiel gegen Brasilien war sein letztes Länderspiel. Insgesamt absolvierte López 16 Länderspiele, in denen er fünf Tore erzielte.

## Erfolge
Colo-Colo
- Chilenischer Meister: 1947

Unión Española
- Chilenischer Meister: 1951